# Estero
Estero és una concentració de població designada pel cens dels Estats Units a l'estat de Florida. Segons el cens del 2000 tenia 9.503 habitants.

## Demografia
Segons el cens del 2000, Estero tenia 9.503 habitants, 4.608 habitatges, i 3.336 famílies. La densitat de població era de 174,1 habitants/km².
Dels 4.608 habitatges en un 10% hi vivien nens de menys de 18 anys, en un 68,2% hi vivien parelles casades, en un 2,8% dones solteres, i en un 27,6% no eren unitats familiars. En el 23,4% dels habitatges hi vivien persones soles el 12,4% de les quals corresponia a persones de 65 anys o més que vivien soles. El nombre mitjà de persones vivint en cada habitatge era de 2,01 i el nombre mitjà de persones que vivien en cada família era de 2,31.
Per edats la població es repartia de la següent manera: un 9,2% tenia menys de 18 anys, un 4,9% entre 18 i 24, un 14,1% entre 25 i 44, un 31,1% de 45 a 60 i un 40,6% 65 anys o més.
L'edat mediana era de 61 anys. Per cada 100 dones de 18 o més anys hi havia 92,6 homes.
La renda mediana per habitatge era de 43.734 $ i la renda mediana per família de 51.227 $. Els homes tenien una renda mediana de 38.886 $ mentre que les dones 27.883 $. La renda per capita de la població era de 30.521 $. Entorn de l'1,9% de les famílies i el 3,2% de la població estaven per davall del llindar de pobresa.

## Poblacions més properes
El següent diagrama mostra les poblacions més properes.